# 진전중학교
진전중학교(鎭田中學校)는 대한민국 경상남도 창원시 진전면 오서리에 있는 공립 중학교이다.

## 학교 연혁
- 1954년 5월 31일 : 진전중학교 6학급 설립 인가
- 1999년 9월 1일 : 학칙 변경 6학급 인가(여항분교장과 통폐합)
- 2008년 3월 1일 : 학칙 변경 3학급 설립 인가
- 2021년 9월 1일 : 자율학교(2021.9.1~2024.2.29)
- 2023년 1월 4일 : 제67회 졸업식(졸업생 24명, 누계 5,981명)
- 2023년 3월 1일 : 제30대 류판 교장 취임
- 2023년 3월 2일 : 2023학년도 입학식(10명)

## 참고 자료
- 진전중학교 - 한국교육학술정보원 학교알리미